# Бойчук Іван Васильович
Іван Васильович Бойчук (21 жовтня 1951, с. Сков'ятин Борщівського району Тернопільської області — 11 квітня 2019) — український політик, громадський діяч.

## Життєпис
Народився 21 жовтня 1951.

### Освіта
Закінчив факультет живопису і графіки Московського народного університету мистецтв (1989). 

### Кар'єра
Співорганізатор НРУ на Тернопільщині; від 1990 працював у Тернопільській крайовій раді НРУ, від 1992 — член Центрального проводу НРУ.

## Політична діяльність
З 1996 по 1998 — голова Тернопільської обласної ради, член Центрального Проводу Народного Руху України.
У 1998—2002 — народний депутат України 3-го скликання.
Згодом відійшов від активної політичної діяльності.